# Drayton, Somerset
Drayton är en ort och civil parish i Storbritannien.   Den ligger i grevskapet Somerset och riksdelen England, i den södra delen av landet, 200 km väster om huvudstaden London. Drayton ligger 22 meter över havet och antalet invånare är 379.
Terrängen runt Drayton är platt. Runt Drayton är det ganska tätbefolkat, med 160 invånare per kvadratkilometer. Närmaste större samhälle är Taunton, 17,5 km väster om Drayton. Trakten runt Drayton består till största delen av jordbruksmark.